# Zdzisław Wroniak
Zdzisław Wroniak (ur. 8 lutego 1927 w Poznaniu, zm. 24 marca 2021) – polski historyk dyplomacji XX wieku, uczeń Janusza Pajewskiego. 

## Kariera naukowa
Uzyskał doktorat w 1962 i habilitację (w 1987 – na podstawie rozprawy Polityka Polski wobec Francji w latach 1925–1932) na Uniwersytecie im. Adama Mickiewicza, w latach 1954–1993 był pracownikiem naukowo-dydaktycznym Instytutu Historii UAM (w 1969 został docentem), w latach 1985–1991 prodziekanem Wydziału Historycznego UAM, w latach 1993–2002 profesorem w Instytucie Historii Uniwersytetu Zielonogórskiego, a w latach 2002–2021 był profesorem w Wyższej Szkole Nauk Humanistycznych i Dziennikarstwa w Poznaniu.
Pochowany na cmentarzu Miłostowo w Poznaniu.

## Przynależność partyjna
W latach 1945–1948 był członkiem PPR, a w latach 1948–1990 (przez cały okres istnienia partii) należał do PZPR.

## Uczestnik wydarzeńCzerwca '56
28 czerwca 1956 został ranny w prawą nogę podczas wydarzeń Poznańskiego Czerwca '56, gdy z żoną znajdował się na Placu Stalina (obecnie Plac Uniwersytecki) w Poznaniu podczas manifestacji robotniczej (był jedynym pracownikiem Uniwersytetu im. Adama Mickiewicza poszkodowanym w Czerwcu '56).

## Publikacje książkowe
- Sprawa polskiej granicy zachodniej w latach 1918–1939 (Poznań 1963).
- Polska – Francja 1926–1932 (Poznań 1971).
- Polityka polska wobec Francji w latach 1925–1932 (Poznań 1987).